# Masłoborowik górski

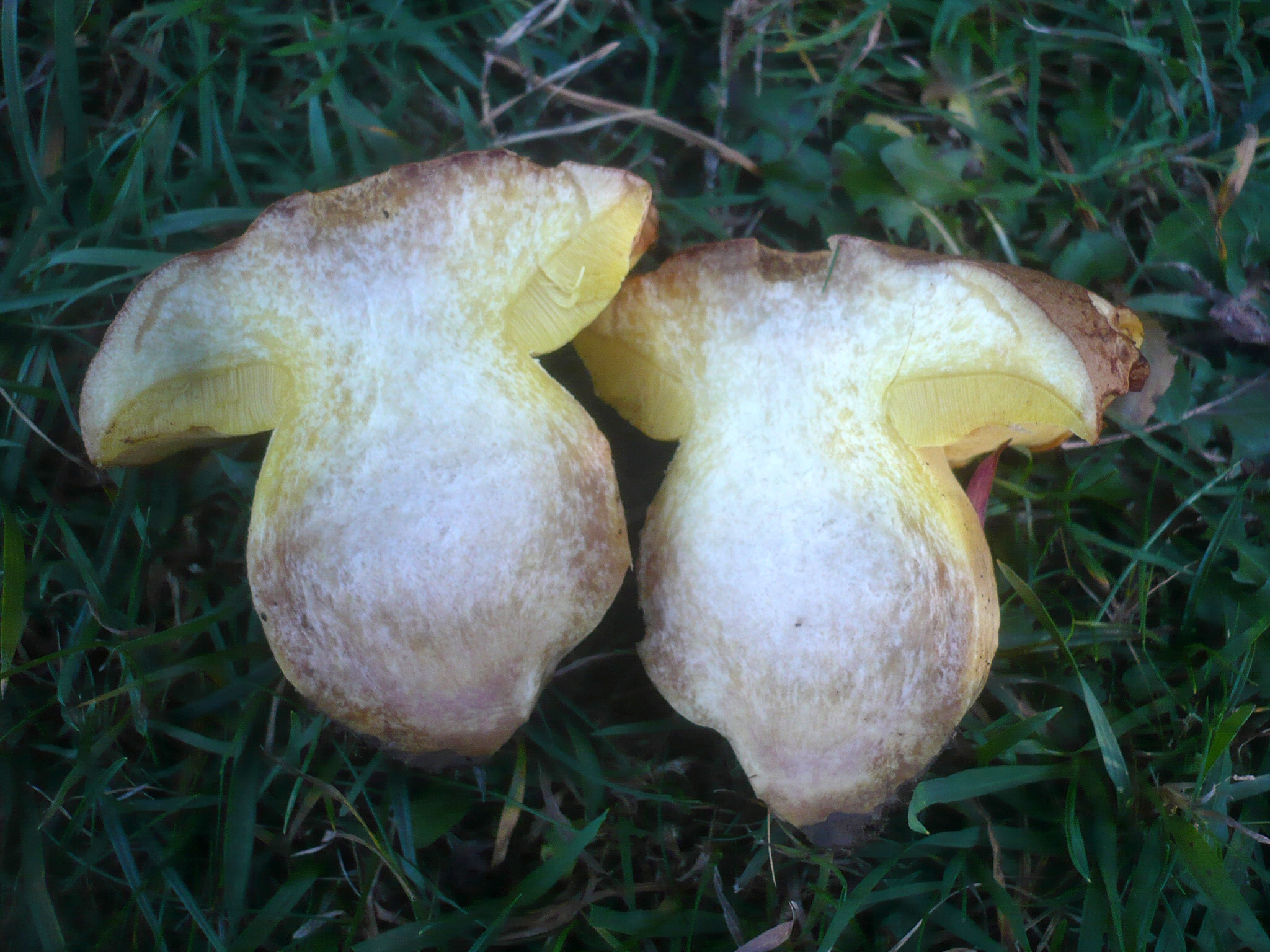

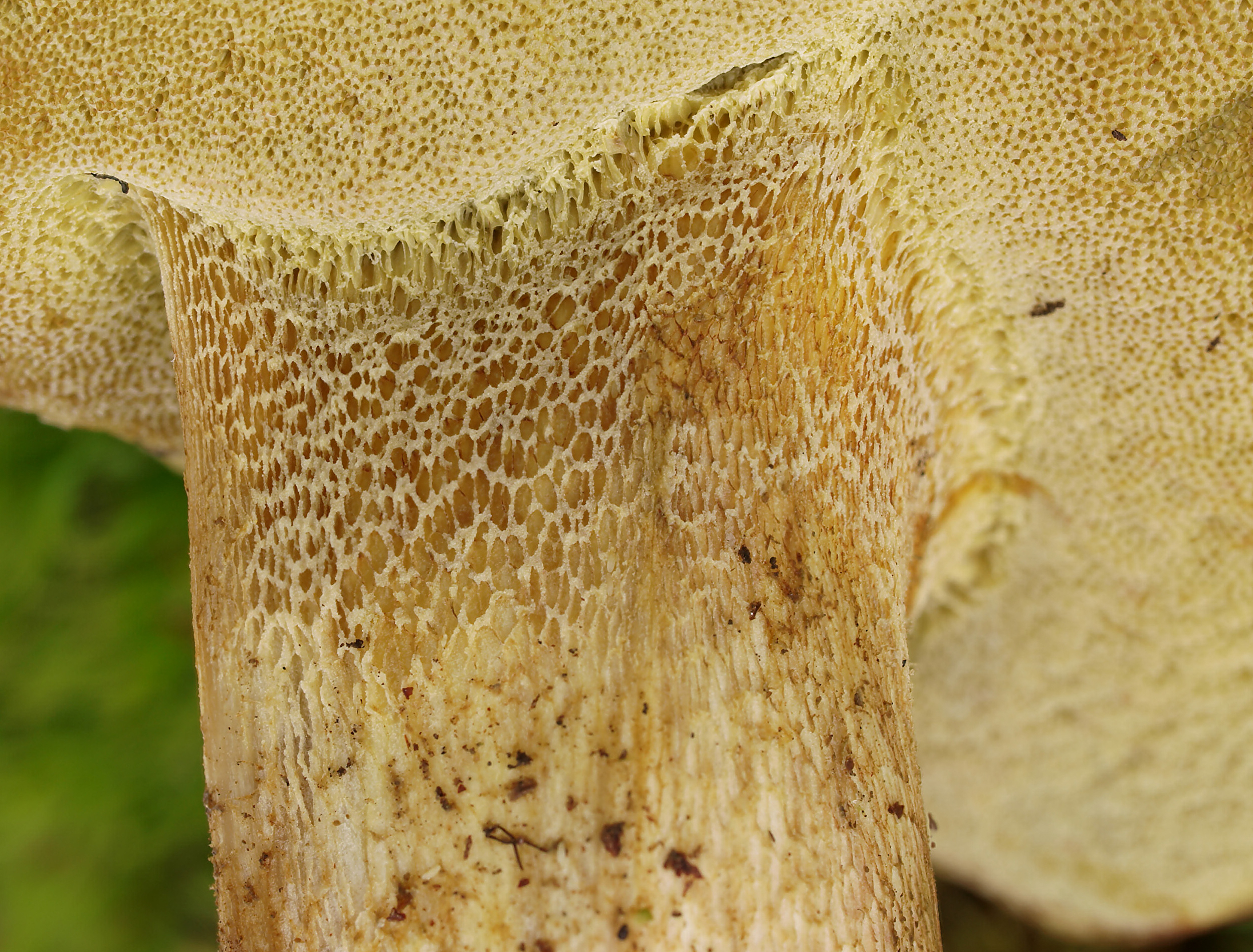

Masłoborowik górski (Butyriboletus subappendiculatus (Dermek, Lazebn. & J. Veselský) Arora & J.L. Frank) – gatunek grzybów z rodziny borowikowatych (Boletaceae).

## Systematyka i nazewnictwo
Pozycja w klasyfikacji według Index Fungorum: Boletaceae, Boletales, Agaricomycetidae, Agaricomycetes, Agaricomycotina, Basidiomycota, Fungi.
Po raz pierwszy takson ten zdiagnozowali w roku 1979 Dermek, Lazebn. & J. Veselský jako gatunek borowika, nadając mu nazwę Boletus subappendiculatus. W 2014 r. Arora & J.L. Frank przenieśli go do rodzaju Butyriboletus.
Synonimy:
- Boletus appendiculatus Schaeff. 1774
- Boletus appendiculatus subsp. euappendiculatus Maire 1933
- Boletus radicans var. appendiculatus (Schaeff.) Pers. 1801
- Dictyopus appendiculatus (Schaeff.) Quél. 1886
- Suillus appendiculatus (Schaeff.) Kuntze 1898
- Tubiporus appendiculatus (Schaeff.) Maire 1937[2].

Nazewnictwo tego gatunku i jego występowanie w Polsce jest niejasne. Według Index Fungorum jest to odrębny gatunek, w opracowanym przez Władysława Wojewodę wykazie wszystkich gatunków grzybów wielkoowocnikowych w Polsce brak tego gatunku. Oznacza to, że albo gatunek ten nie występuje w Polsce, albo dla polskich mykologów jest gatunkiem nieznanym, bądź utożsamianym z innym gatunkiem. Morfologicznie bardzo podobny jest masłoborowik żółtobrązowy (Butyriboletus appendiculatus). Butyriboletus subappendiculatus (borowik górski) jest jednak w internetowym atlasie grzybów, gdzie jest uważany za formę borowika żółtobrązowego. W 2021 Komisja ds. Polskiego Nazewnictwa Grzybów Polskiego Towarzystwa Mykologicznego zarekomendowała używanie nazwy masłoborowik górski.

## Morfologia
Kapelusz
Średnica 10–15 cm, kształt u młodych owocników półkulisty z podwiniętym brzegiem, z czasem staje się łukowaty, a u starych owocników poduchowaty. Powierzchnia pokryta wrośniętymi włókienkami, początkowo żółtobrązowa, później płowobrązowa, w końcu czerwonobrązowa.
Rurki
W młodości jasnożółte, później cytrynowożółte, w końcu oliwkowozielonożółte. Po przecięciu nie zmieniają barwy. Mają pory o barwie złotożółtej, później oliwkowej, w końcu oliwkowej lub złotobrązowej.
Trzon
Wysokość 5–12 cm, grubość 15 – 4 cm. U młodych owocników jest jajowato-beczułkowaty, u starszych nieregularnie walcowaty lub nieco beczułkowaty. Podstawa trzonu stożkowato ukorzeniona. Powierzchnia o barwie żółtej, pokryta delikatną siateczką, która u starszych okazów zanika. Dolna część trzonu ciemniejsza – ochrowobrązowa.
Miąższ
Żółty, tylko w podstawie trzonu różowawy. Nie posiada wyraźnego zapachu ani smaku. Po przecięciu nie zmienia barwy.

## Występowanie
Występowanie tego gatunku opisano tylko w Europie: w Hiszpanii, Słowenii, Norwegii, Szwecji i Słowacji. W Polsce znany jest pod nazwą borowik górski tylko ze stanowisk podanych przez hobbystów-grzybiarzy. Zachodzi podejrzenie, że za masłoborowika górskiego mogli wziąć masłoborowika żółtobrązowego.
Rośnie w górskich lasach iglastych, głównie na kwaśnej glebie pod świerkami i jodłami.

## Znaczenie
Naziemny grzyb mykoryzowy. Grzyb jadalny.